# Білл Таннер
Вільям Білл Таннер (англ. William "Bill" Tanner) — вигаданий персонаж романів і фільмів про Джеймса Бонда.

## Опис
Білл Таннер — начальник управління персоналу МІ-6. Є стійким союзником Бонда по службі, і їм часто подобається грати у гольф в неробочий час. Будучи сімейною людиною, Таннер трохи заздрить свободі Бонда.

## Романи
У романах Яна Флемінга Білл Таннер з'являється нечасто, але є звичайним персонажем в більш пізньому продовженні серії Джона Гарднера.

## Кінобондіана
| Фільм                         | Рік  | Актор                                |
| ----------------------------- | ---- | ------------------------------------ |
| Чоловік із золотим пістолетом | 1947 | Майкл Гудліфф (у титрах не вказаний) |
| Тільки для ваших очей         | 1981 | Джеймс Вільерс                       |
| Золоте око                    | 1995 | Майкл Кітчен                         |
| І цілого світу замало         | 1999 | Майкл Кітчен                         |
| Квант милосердя               | 2008 | Рорі Кіннер                          |
| 007: Координати «Скайфолл»    | 2012 | Рорі Кіннер                          |
| 007: Спектр                   | 2015 | Рорі Кіннер                          |